# Рашко Брайков
Рашко Станьов Брайков е български общественик, социалист родом от град Копривщица. По-голям брат е на Дамян Брайков (1894 – 1970).
Бащата на Рашко е абаджия, често ходещ по работа в Европейската част на Турция. В годините след Освобождението на България абаджийския занаят започва да запада и Станьо Рашков се прибира в Копривщица. Във времето, когато му се народили шест деца, издръжката на семействвото ляга на плещите на Рашко, като най-голям. Ученик телеграфист е и полустипендиант, а по-късно пощенски служител в различни селища до назначаването му за началник на копривщенската телеграфо-пощенската станция през 1910 г.
На общественото поприще Брайков се изявява като добър театрален режисьор и актьор, като взема и активно участие в дейността на Дружеството за залесяване в града. В тези години освен със залесяване на оголелите баири около града той се сближава и с копривщенските дейци на БРСДП (т.с.) Салчо Василев и Костадин Доганов. С тях участва в разпространението на комунистическите идеи, като дарява марксическа литература на копривщенското читалище.
По време на Септемврийското въстание, през 1923 г. Рашко Брайков за тази си дейност, като социалист е арестуван, откаран в полицейското управление в Пирдоп, където е жестоко бит и инквизиран. След разгрома на въстанието, вече освободен се оказва безработен и потъва в мизерия. Неговата жена, по професия учителка също е изхвърлена от работа. Семейството се опитва поради продължителната безработица да заживее далеч от родния град. През 1923 година тежко заболяване, придобито вследствие на нанесените побоища го отнася в гроба.

## Благотворителна дейност
В периода от 1915 г. до началото на 1919 г. е сред обществениците, ангажирали се активно с дейността на Безплатната ученическа трапезария и старопиталището. Рашко Брайков, и протойерей Ненчо Марков още в края на 1915 г., след влизането на България в Първата световна война, учредяват в Копривщица Обществена кухня за безплатно изхранване на социално слаби и възрастни копривщенци, включително и семейства на военнослужещи. Дейността на тази Обществена кухня продължава до края на войната – началото на 1919 година. Преди да почине Рашко Станев Брайков предава цялата документация на брат си и негов помощник Брайко Станев Брайков. Дарителската си дейност Рашко Брайков започва през 1908 г. с предоставянето ливадата си в местността Войводенец за създаване на нужния на Дружеството за залесяване горски разсадник.